# Emilio Amero
Emilio Amero (* 25. Mai 1901 in Ixtlahuaca; † 12. April 1976 in Norman) war ein mexikanischer Maler, Grafiker und Fotograf, der überwiegend in den Vereinigten Staaten aktiv war und lehrte. Er gehörte zu den ersten mexikanischen Muralisten nach Ende der Revolution.

## Biografie
Amero hatte spanische und indianische (Otomí) Wurzeln. Die Familie ging 1909 nach Mexiko-Stadt. Er und Rufino Tamayo waren schon in der Kindheit befreundet. Seine künstlerische Ausbildung begann er 1911 an der Escuela Nacional de Bellas Artes (ENBA) und nahm auch Privatunterricht bei einem Freund der Familie namens Antonio Gómez. Nach Abschluss seines Kunststudiums im Jahre 1917 arbeitete er für eine Zeitung. 1918 schrieb er erneut ENBA ein und besuchte die Freiluftmalschule in Coyoacán. 1921 stellte er Student an der Universidad Nacional Autónoma de México (UNAM) aus. Amero war Mitbegründer des Sindicato de Obreros, Técnicos, Pintores y Escultores (SOTPE). Von 1923 bis 1924 arbeitete er mit Jean Charlot zusammen und erlernte bei der Unterstützung Orozcos bei seinem Werk an der Escuela Nacional Preparatoria in Mexiko-Stadt von diesem die Techniken der Muralesmalerei. Im Secretaría de Educación Pública assistierte er Diego Rivera bei seinem Wandbild, half Carlos Mérida bei der Gestaltung der zugehörigen Kinderbücherei und malte selbst das Wandbild an der dortigen Hauptbibliothek. Danach befasste er sich in Havanna und New York City mit lithographischen Techniken und arbeitete nebenbei als Illustrator und Maler für verschiedene Zeitschriften. 1930 kehrte er zurück nach Mexiko-Stadt und gründete dort an der ENBA einen Workshop für Lithographie. Von 1934 bis 1938 war er wieder in New York, lehrte dort in der Schule von Florence Cane im Rockefeller Center Zeichnen und Lithographie, malte zwei Wandbilder im Bellevue Hospital, experimentierte mit Film und Fotografie und hatte in der Julian Levy Gallery seine erste Einzelausstellung. Eines der Drehbücher für ihn schrieb sein Freund Federico García Lorca. 1940 lehrte er an der University of Washington und leitete die Kunstabteilung des Cornish College of the Arts. Es folgten Ausstellungen am Art Institute of Chicago und im Seattle Art Museum. Während der 22 Jahre als Lehrstuhlinhaber an der University of Oklahoma gründete er einen der führenden Lithographie-Workshops.